# Mojolicious
Mojolicious(モジョリシャス)は、WebアプリケーションフレームワークCatalystの作者であるセバスチャン・リーデルによって書かれたリアルタイムWebアプリケーションフレームワーク。　Artistic License v 2.0でライセンスされているフリーソフトウェア。MojoliciousはPerlで書かれている。リーデルのCatalystにおける経験を元にして、シンプルなWebアプリケーションと複雑なWebアプリケーションの両方で利用できるようにデザインされている。フレームワークのドキュメントは部分的に The Perl Foundation から助成金を受けている。
Perlで書かれているので、MojoliciousはPerlが利用できる多くのオペレーティングシステムで実行することができ、CPANから直接インストールすることが可能。またMojoliciousのプリビルドされたパッケージもNetBSDではpkgsrcによって、Microsoft Windowsと他のオペレーティングシステムでは ActiveState の Perl package managerから利用できる。